# Togoparadisänka
Togoparadisänka (Vidua togoensis) är en fågel i familjen änkor inom ordningen tättingar.

## Utbredning och systematik
Fågeln förekommer i Västafrika från Sierra Leone till Elfenbenskusten, Ghana, Togo, Kamerun. Den behandlas som monotypisk, det vill säga att den inte delas in i några underarter.

## Status
IUCN kategoriserar arten som livskraftig.